# Ган, Алексей Михайлович
Алексей Михайлович Ган (Имберх) (15 декабря 1887 (27 декабря 1887) — 8 сентября 1942) — советский художник и теоретик искусства.

## Биография
15 декабря 1887 (27 декабря 1887) в семье Михаила Алексеевича Имберха (ок. 1838—1928) и Станиславы Имберх, урождённой Кемпской (1861—1943). Один из ведущих деятелей конструктивизма, возглавлял наиболее радикальное крыло движения, стремясь полностью заменить традиционные виды творчества дизайном и кино. Особенно активно экспериментировал в области полиграфии и кинематографа.

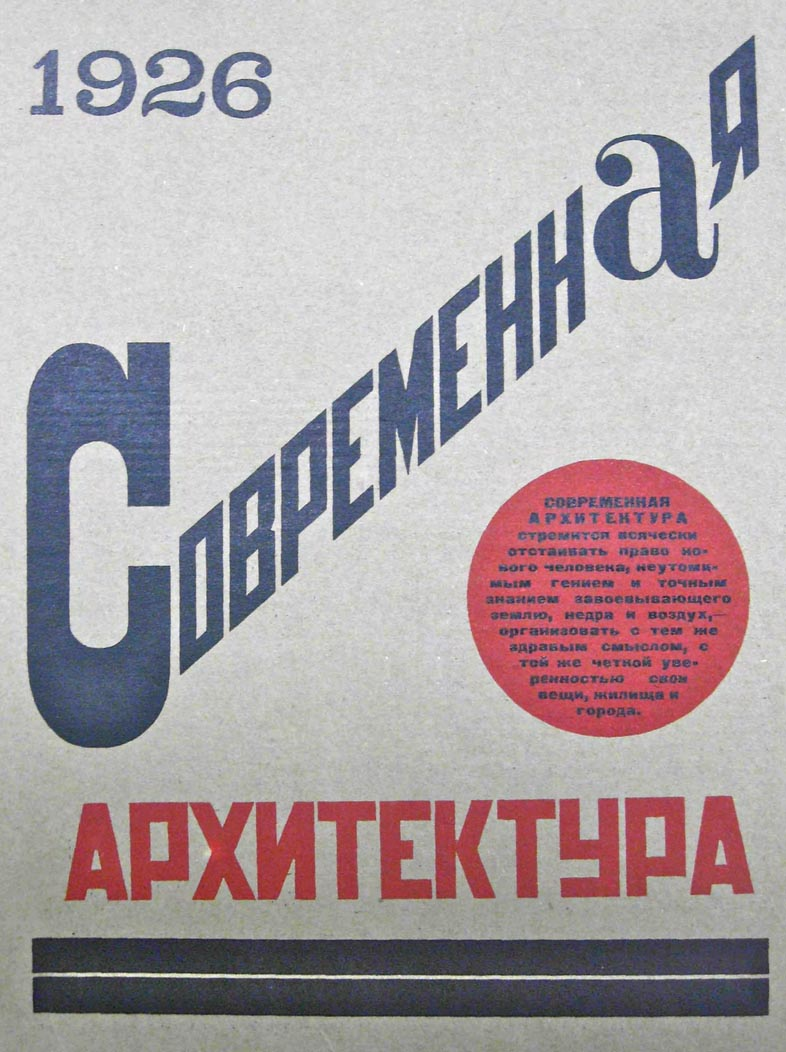
Обложка журнала «Современная архитектура» (автор А. Ган)

В 1917-18 годах публиковал статьи в московской газете анархистов «Анархия».
Был дружен с Родченко и его женой Варварой Степановой, Тышлером, Андреем Гончаровым, Кулешовым, Элем Лисицким, Стенбергами, Телингатером, Сергеем Юткевичем.
Издавал журнал «Кино-фот» (1922—1923), был членом «Общества современных архитекторов». Оформлял как художник печатный орган общества, журнал «Современная архитектура» (СА), был членом его редколлегии.
Страдал запойной формой алкоголизма. В конце 1920-х лечился от него в соловьевской больнице у доктора Лапидуса.
Где-то между 1933-м и 1935-м годами одно издательство подписало с Ганом договор о работе на Дальнем Востоке в Хабаровске. Говорили, что к возвращению челюскинцев он замечательно оформил порт во Владивостоке.
По свидетельству очевидца в середине 1930-х годов на Дальнем Востоке Ган, в очередной раз срываясь, громко, при людях, материл Сталина, называл его «рябой сволочью».
Арестован 25 октября 1941 года. 19 августа 1942 года приговорён к расстрелу по статье 58-02. Расстрелян 8 сентября 1942 года в Новосибирске, в тюрьме № 1. Реабилитирован в сентябре 1989 года.
Жена Алексея Гана — режиссёр-документалист Эсфирь Шуб.